# Cyathea insignis
Cyathea insignis es una especie que pertenece a la familia Cyatheaceae Kaulf. Otro nombre aceptado de esta especie es Sphaeropteris horrida (Liebm.) R.M. Tryon. Su nombre común es cola de chango, cola de mico o helecho.

## Clasificación y descripción
Se tiene poco información sobre esta especie, es un helecho arborecente que mide de 1.8 hasta 12 m de alto, perennifolio. Crece bajo el dosel en las selvas tropicales y en condiciones de uso ornamental tolera temperaturas bajas. Presenta hojas compuestas que miden hasta 1 m, la parte inferior de tallo y el raquis presenta pelos como si fuera lana.

## Distribución y ambiente
Crece en los patios de las casas con gran facilidad. La información geográfica obedece al territorio de América del Norte, en específico el país de México, en el estado de Veracruz y en el Municipio de San Andrés Tuxtla. El pH que requiere para crecer se encuentra entre 5,6 y 7,5.

## Estado de conservación
Se sabe de su uso medicinal, para disentería se utiliza un pedazo de la raíz, la cual se sancocha en 1 litro de agua. Luego se le da a tomar a la persona enferma. Esta especie tiene una categoría de especie Pr sujeta a protección especial de acuerdo a la  NOM-059-SEMARNAT-2010.